# Thibault Colard
Thibault Colard (Fontainebleau, 13 de janeiro de 1992) é um remador francês, medalhista olímpico.

## Carreira
Colard competiu nos Jogos Olímpicos de 2016, no Rio de Janeiro, onde conquistou a medalha de bronze com a equipe da França do quatro sem peso leve.